# Nyársas-hegyi-barlang
A Nyársas-hegyi-barlang a Tihanyi-félszigeten, a Balaton-felvidéki Nemzeti Park területén található egyik barlang.

## Leírás
Tihany belterületének közvetlenül a D-i szomszédságában emelkedik a feketefenyővel beültetett Nyársas-hegy. A 187 m magas hegy csúcsát egy nagy méretű, kb. 70 m átmérőjű forráskúp alkotja. A barlang a csúcstól 2 m-rel alacsonyabban, 7–8 m-re K-re, a Balaton felé található.
A barlang három bejárata akácbozóttal benőtt, 100–120 cm mély, 3–4 m széles gejziritben alakult sziklaszorosból nyílik, annak voltaképp a beboltozott vége. Genetikailag nyilván a sziklaszoros is része a barlangnak, oldalában látszanak is üstszerű oldások – csupán mennyezete hiányzik. A D-i, legnagyobb (70×70 cm-es) bejáraton célszerű bejutni a barlangba, aminek 3 m-es hossza a második és mellette lévő harmadik kijáratig 5 szépen boltozott üstszerű fülkét fűz fel jobbra tartó íve mentén.
Az első, a negyedik és az ötödik fülkében a fal mellett lefelé, valószínűleg a kürtő felé tartó mélyedések vannak, a második és harmadik fülkében pedig a mennyezeten szép formájú boltozódások láthatók. A második fülke legdélibb részéből oldott kémény nyílik a felszínre. A feltűnően sok törmelék- és szemétfeltöltődés miatt átlagos magassága csak 60 cm. 1934-ben Hoffer András 1 m magasnak írta le a barlangot és lefelé nyíló üregeknek említette a ma csak mélyedésnek számító jelenségeket. Szélessége a fülkének 120–150 cm és a befűződéseknél 60–70 cm. Térfogata kb. 4 m³.
A barlang falában és mennyezetében nagyon jól látszanak a hidrotermális oldás nyomai, mint üstszerű bemélyedések, barázdák, kannelurák és átlyuggatott kőnyelvek. A törmelék és szemét kiásása során még számos szép oldásnyomot lehetne megismerni a barlangban és az is elképzelhető, hogy a félsziget egyik leglátványosabb barlangjává válna. Esetleg történelmi leletek is előkerülhetnének. Jelenlegi elhanyagolt állapotában jelentősége csekély, de feltárása biztató lenne.
1983-ban volt először Nyársas-hegyi-barlangnak nevezve a barlang az irodalmában. Előfordul a barlang az irodalmában 4/1-barlang (Eszterhás 1984), Nyársas-hegy 1. ürege (Eszterhás 1984), Nyársas-hegyi-gejzirüreg (Eszterhás 1984), Nyársashegyi gejzirüreg (Bertalan 1976), Nyársas-hegyi-gejzírüreg (Kordos 1984), Nyársas-hegy üregei (Eszterhás 1987), Róka-lyuk (Eszterhás 1984) és Rókalyuk (Bertalan 1976) neveken is.

## Kutatástörténet
A barlang bizonyára nagyon régóta ismert, ezt mutatja törmelékkel, szeméttel való majdnem teljes kitöltöttsége. Első irodalmi említése 1931-ből való. Az 1976-ban befejezett, Magyarország barlangleltára című kéziratban az van írva, hogy a Nyársashegyi gejzirüreg Tihanyban, a Nyársas-hegy csúcsának K–DK-i oldalán, 3 m-re a csúcs alatt, 195 m tengerszint feletti magasságban van. A hidrokvarcitban keletkezett forráskürtő 1,5 m hosszú, 1 m széles, 1 m magas és törmelék szűkíti. A kézirat barlangra vonatkozó része 3 irodalmi mű alapján lett írva.
Az 1984-ben kiadott, Lista a Bakony barlangjairól című összeállításban Nyársas-hegyi-barlang a 4463-as barlangkataszteri területen, a Tihanyi-félszigeten, Tihanyban lévő barlang neve, amelynek további nevei Nyársas-hegy 1. ürege, Nyársas-hegyi-gejzirüreg, Róka-lyuk és 4/1-barlang. A posztvulkánikus barlang 5×1 m-es és 1 m magas. Kordos László 1984-ben megjelent könyvének országos barlanglistájában szerepel a barlang Nyársas-hegyi-gejzírüreg néven Rókalyuk névváltozattal. A listához kapcsolódóan látható a Déli-Bakony, a Balaton-felvidék és a Keszthelyi-hegység barlangjainak földrajzi elhelyezkedését bemutató 1:500 000-es méretarányú térképen a barlang földrajzi elhelyezkedése.
Az Eszterhás István által 1989-ben írt, Magyarország nemkarsztos barlangjainak listája című kéziratban az olvasható, hogy a Bakony hegységben, a 4463-as barlangkataszteri területen, Tihanyban lévő Nyársas-hegyi-barlang gejziritben alakult ki. A barlang 3 m hosszú és 0,6 m magas. A listában meg van említve az a Magyarországon, nem karsztkőzetben kialakult, létrehozott 220 objektum (203 barlang és 17 mesterséges üreg), amelyek 1989. év végéig váltak ismertté. Magyarországon 40 barlang keletkezett gejziritben. Az összeállítás szerint Kordos László 1984-ben kiadott barlanglistájában fel van sorolva 119 olyan barlang is, amelyek nem karsztkőzetben jöttek létre.
Az Eszterhás István által 1993-ban írt, Magyarország nemkarsztos barlangjainak lajstroma című kéziratban meg van említve, hogy a Bakony hegységben, a 4463-as barlangkataszteri területen, Tihanyban helyezkedik el a Nyársas-hegyi-barlang. A gejziritben keletkezett barlang 3 m hosszú és 0,6 m magas. Az összeállításban fel van sorolva az a Magyarországon, nem karsztkőzetben kialakult, létrehozott 520 objektum (478 barlang és 42 mesterséges üreg), amelyek 1993 végéig ismertté váltak. Magyarországon 40 barlang, illetve mesterségesen létrehozott, barlangnak nevezett üreg alakult ki, lett kialakítva gejziritben. A Bakony hegységben 123 barlang jött létre nem karsztkőzetben. A 2001. november 12-én készült, Magyarország nemkarsztos barlangjainak irodalomjegyzéke című kézirat barlangnévmutatójában szerepel a Nyársas-hegyi-barlang. A barlangnévmutatóban fel van sorolva 16 irodalmi mű, amelyek foglalkoznak a barlanggal. A 418. és a 440. számú tételek nem említik, a 417. és a 439. számú tételek említik.

## További irodalom
- Bertalan Károly: Bakonyi barlangok adatgyűjteménye. Kézirat. Veszprém, Budapest. 1932–1976. (A kézirat megtalálható az Országos Környezet- és Természetvédelmi Hivatal adattárában.)
- Dornyay Béla – Zákonyi Ferenc: Balatonfelvidék útikalauz. 1955. 47–49. old.
- Eszterhás István: A Bakony barlanglajstroma. Kézirat, 1983. (A kézirat megtalálható a Bakonyi Természettudományi Múzeumban, Zirc.)
- Eszterhás István: A Tihanyi-félsziget barlangkatasztere. Kézirat, 1984. (A kézirat megtalálható a Magyar Karszt- és Barlangkutató Társulat Adattárában és a KvVM Barlang- és Földtani Osztályon.) (Néhány oldallal és fényképpel bővebb, mint az 1987-es nyomtatott változat. A kéziratot csak barlangonként szétdarabolva láttam.)
- Eszterhás István: A Bakony nemkarsztos barlangjainak genotipusai és kataszteri jegyzéke. Kézirat. Budapest, 1986. Szerződéses munka az Országos Környezet- és Természetvédelmi Hivatalnak.
- Halász Árpád: Jelentés a Tihanyi-félsziget barlangjainak tanulmányozásáról. Kézirat, 1967. (A kézirat megtalálható a Magyar Karszt- és Barlangkutató Társulat Adattárában.)
- Hoffer András: A Tihanyi félsziget vulkáni képződményei. Földtani Közlöny, 1943. (73. köt.) 375–429. old.
- Pávai-Vajna Ferenc: A forró oldatok és gőzök-gázok szerepe a barlangképződésnél. Hidrológiai Közlöny, 1930. (10. köt.) 115–122. old.
- Seifert – Pávai-Vajna Ferenc: Über die Rolle heisser Lösungen, Dämpfe und Gase bei der Höhlenbildung. Mitteilungen über die Höhlen- und Karstforschung, 1937. 104. old.